# Uwe Bonik
Uwe Bonik (* 11. September 1964) ist ein ehemaliger deutscher Fußballtorhüter. Er bestritt 23 Spiele in der 2. Bundesliga.

## Leben
Torhüter Bonik spielte von 1978 bis 1982 beim Bramfelder SV, dann in der A-Jugend des Hamburger SV. Im Sommer 1983 wechselte er vom HSV zum FC St. Pauli in die Oberliga Nord. Der HSV verweigerte zunächst die Freigabe, erst kurz vor dem Auftakt der Saison 1983/84 wurde die Spielberechtigung erteilt. Da der ebenfalls neu zur Mannschaft gestoßene Klaus Thomforde unter einer Daumenverletzung litt, stand Bonik, der eine Ausbildung zum Versicherungskaufmann durchlief, gleich am ersten Spieltag gegen die Eintracht Braunschweig Amateure in der Anfangself. Die Partie im Millerntorstadion wurde mit 5:1 gewonnen. Bonik bestritt in der Saison 1983/84 26 Oberliga-Spiele für St. Pauli. Er wurde mit der Mannschaft Oberliga-Vizemeister, in der nachfolgenden Aufstiegsrunde gelang der Sprung in die 2. Bundesliga.
Bonik stand im August 1984 im ersten Zweitligaspiel (2:0 gegen Oberhausen) nach dem Aufstieg im Tor. Er kam in der Runde 1984/85 auf 23 Einsätze in der 2. Bundesliga. Anfang April 1985 beantragte Bonik beim FC St. Pauli die sofortige Aufhebung seines Vertrags, zuvor hatte sich der Stammtorwart mit Trainer Michael Lorkowski überworfen, der ihn daraufhin auf die Ersatzbank verbannte. In der Saison 1985/86 stand Bonik beim Verbandsligisten FC Süderelbe im Tor.
Von 1986 bis 1988 spielte Bonik für Altona 93 in der Oberliga. Mit der Amateurauswahl des Hamburger Fußball-Verbands nahm er im Frühjahr 1987 an einem Großfeld-Hallenturnier in Leningrad in der Sowjetunion teil. Ab Mitte November 1988 war er ebenfalls in der Oberliga Spieler des SC Concordia Hamburg, nach dem Ende der Saison 1988/89 verließ er Concordia. Im Februar 1993 holte ihn die SV Halstenbek-Rellingen aus dem Fußballruhestand, um die Mannschaft in der Verbandsliga zu verstärken.